# Stelis kentii
Stelis kentii är en orkidéart som beskrevs av Carlyle August Luer. Stelis kentii ingår i släktet Stelis och familjen orkidéer. Inga underarter finns listade i Catalogue of Life.